# Nidfurner Turm
Nidfurner Turm är en bergstopp i Schweiz.   Den ligger i kantonen Glarus, i den östra delen av landet, 120 km öster om huvudstaden Bern. Toppen på Nidfurner Turm är 2 661 meter över havet, eller 30 meter över den omgivande terrängen. Bredden vid basen är 0,16 km.
Terrängen runt Nidfurner Turm är huvudsakligen bergig, men åt sydväst är den kuperad. Närmaste större samhälle är Glarus, 6,2 km nordost om Nidfurner Turm. 
Trakten runt Nidfurner Turm består i huvudsak av gräsmarker. Runt Nidfurner Turm är det ganska glesbefolkat, med 34 invånare per kvadratkilometer.